# Damsel (2024)
Damsel (bra: Donzela; prt: A Donzela) é um filme americano de fantasia sombria de 2024, dirigido por Juan Carlos Fresnadillo e escrito por Dan Mazeau. É estrelado por Millie Bobby Brown, Ray Winstone, Nick Robinson, Shohreh Aghdashloo, Angela Bassett e Robin Wright. A trama gira em torno de Elodie, uma jovem princesa que aceita um pedido de casamento apenas para descobrir que está sendo usada para pagar as dívidas antigas de uma família real. Agora, ela precisa escapar enquanto enfrenta os ataques de um dragão que espreita no abismo. O filme foi lançado na Netflix em 8 de março de 2024 e recebeu críticas mistas.

## Sinopse
Uma princesa fica atônita ao descobrir que será sacrificada ao dragão da caverna sagrada do reino, logo após se casar com seu príncipe encantado. Agora, ela precisa sobreviver o tempo suficiente até que alguém venha resgatá-la – mas, para sua surpresa, ninguém está a caminho.

## Elenco
- Millie Bobby Brown como Elodie, uma princesa de uma terra ao norte
- Ray Winstone como Lord Bayford, o lorde de uma terra ao norte e pai de Elodie e Floria
- Angela Bassett como Lady Bayford, a esposa de Lord Bayford e madrasta de Elodie e Floria
- Brooke Carter como Floria, a irmã mais nova de Elodie
- Nick Robinson como Príncipe Henry, o príncipe de Aurea
- Robin Wright como Rainha Isabelle, a rainha soberana de Aurea e mãe do Príncipe Henry
- Milo Twomey como Rei Roderick, o rei consorte de Aurea e pai do Príncipe Henry
- Nicole Joseph como Princesa Victoria, uma das princesas anteriores sacrificadas ao dragão.
- Shohreh Aghdashloo como a voz do Dragão,[9] uma dragão-fêmea sem nome que exige sacrifícios das princesas de Aurea para vingar o que aconteceu aos seus filhotes

### Participação
- Patrice Naiambana como a camareira que trabalha para a família real auriana
- Ezra Faroque Khan como guia local que auxilia Lord Bayford no resgate de Elodie
- Tasha Lim como a última noiva do Príncipe Henry
- Matt Slack como o Primeiro Rei de Aurea que anteriormente liderou o ataque ao dragão
- Manon Stieglitz como a Sacerdotisa Vermelha enviada para trazer a família de Lord Bayford para Aurea
- António Caveiro como o bispo que realiza os casamentos
- Sam Sharma como cavaleiro

## Produção
Damsel foi anunciado em março de 2020, sendo dirigido por Juan Carlos Fresnadillo, com roteiro de Dan Mazeau e produzido por Joe Roth e Jeff Kirschenbaum através de sua produtora para a Netflix. Emily Ballou e Mark Bomback foram creditados pelo "material literário adicional" fora da tela.
Em novembro de 2020, Millie Bobby Brown foi escalada para protagonizar; além de ser produtora executiva do filme. A obra teve um orçamento projetado de US$ 60–70 milhões. Em abril de 2022, foi anunciado que Angela Bassett, Nick Robinson, Robin Wright, Ray Winstone, Brooke Carter e Shohreh Aghdashloo também se juntaram ao elenco.
As filmagens começaram em fevereiro de 2022, e duraram até 1º de julho de 2022. As cenas da caverna foram filmadas nos Troubadour Meridian Water Studios em Londres. As filmagens também ocorreram em Portugal, em locais como Tomar, município de Santarém, além de Sortelha, Serra da Estrela e no Mosteiro da Batalha. O dragão foi projetado por Patrick Tatopoulos.
A partitura do filme foi composta por David Fleming e produzida por Hans Zimmer. A trilha sonora inclui um cover da música "Ring of Fire" de Johnny Cash, interpretada por Lykke Li. A Netflix Music lançou o álbum da trilha sonora digitalmente em 5 de março de 2024.

### Segurança português de Millie Bobby Brown
O segurança riomaiorense Wilson Crispim foi convidado para reforçar a equipe de segurança de Millie Bobby Brown. O convite foi feito pelo chefe de segurança da atriz, Matthew Robbens. "Ter sido contactado pelo Matt e sabendo o papel profissional que ele desempenha com as diversas celebridades foi muito gratificante para mim", revelou Crispim, que acrescentou: "A forma como ele me convidou e reconheceu o meu trabalho foi fantástico e penso que não ficará por aqui. Acredito que ainda nos iremos cruzar em futuros trabalhos na indústria do cinema," relatou o jovem ao jornal on-line Comércio e Notícias.
Ainda sobre o assunto, Crispim foi entrevistado pelo jornal Região de Rio Maior e deu uma entrevista ao podcast Hollywood Express, da estação Rádio Comercial, no dia 8 de março de 2024.

## Lançamento
Damsel estava programado para ser lançado na Netflix em 13 de outubro de 2023. No entanto, devido ao impacto da greve da SAG-AFTRA de 2023 na divulgação do filme, a data de lançamento original foi adiada e o filme foi lançado somente em 8 de março de 2024.
Após sua estreia, a mídia destacou a particularidade desse conto de fadas, onde as protagonistas são todas mulheres, e "a princesa se torna a heroína, enquanto o príncipe assume o papel de vilão".

### Adaptação literária
A autora Evelyn Skye lançou uma romantização do filme com antecedência. Ela explicou: "A maneira mais fácil de entender é a seguinte: Dan Mazeau escreveu o roteiro original. Eu pude ler uma versão preliminar e tive total liberdade para escrever minha própria versão da história, que acabou se tornando o livro. Tanto o romance quanto o filme podem ter a mesma origem, mas cada um é uma obra única e distinta".
O romance foi publicado pela Penguin Random House em 18 de abril de 2023.

## Recepção

### Audiência
Segundo a Netflix, o filme acumulou 35,3 milhões de visualizações (ou 64,8 milhões de horas) em seus primeiros três dias, alcançando o primeiro lugar em 79 países. Entre a estreia e o final de junho, o total de visualizações chegou a 143 milhões, tornando-o o filme mais assistido da Netflix no primeiro semestre de 2024.

### Resposta da crítica
No site agregador de críticas Rotten Tomatoes, 57% das 125 avaliações dos críticos são positivas, com uma classificação média de 5,5/10. O consenso do site diz: "Damsel tem Millie Bobby Brown como uma heroína valente, cuja atuação corajosa é muitas vezes suficiente para equilibrar a balança diante de uma história um tanto fraca e efeitos que, em alguns momentos, são pouco convincentes." O Metacritic, que utiliza uma média ponderada, atribuiu ao filme uma pontuação de 46 em 100, com base em 28 críticos, indicando críticas "mistas ou médias".
Mick LaSalle, do San Francisco Chronicle, criticou a personagem de Brown, mas elogiou seu comprometimento com o papel, escrevendo: "O filme poderia ter tido um pouco menos de Brown se escondendo atrás de pedras enquanto as chamas se aproximam, e um pouco mais dela se vingando das pessoas que a colocaram nessa situação". Peter Debruge, da Variety, escreveu: "Deliciosamente impróprio em alguns momentos, Damsel segue códigos que podem parecer um pouco artificiais, menos orgânicos e mais criados em resposta a uma nova agenda corporativa progressista (os sinais estão presentes em toda parte, desde o elenco inclusivo até o diálogo ocasionalmente hipócrita)". Kate Erbland, da IndieWire, deu ao filme uma nota "C+". Tim Robey, do The Telegraph, concedeu ao filme uma estrela de cinco, escrevendo: "Se uma qualidade de 'direto para o fundo do poço' é sinônimo do pior da Netflix, Damsel resume isso com a vulgaridade de um bolo de casamento de plástico".